# Treo

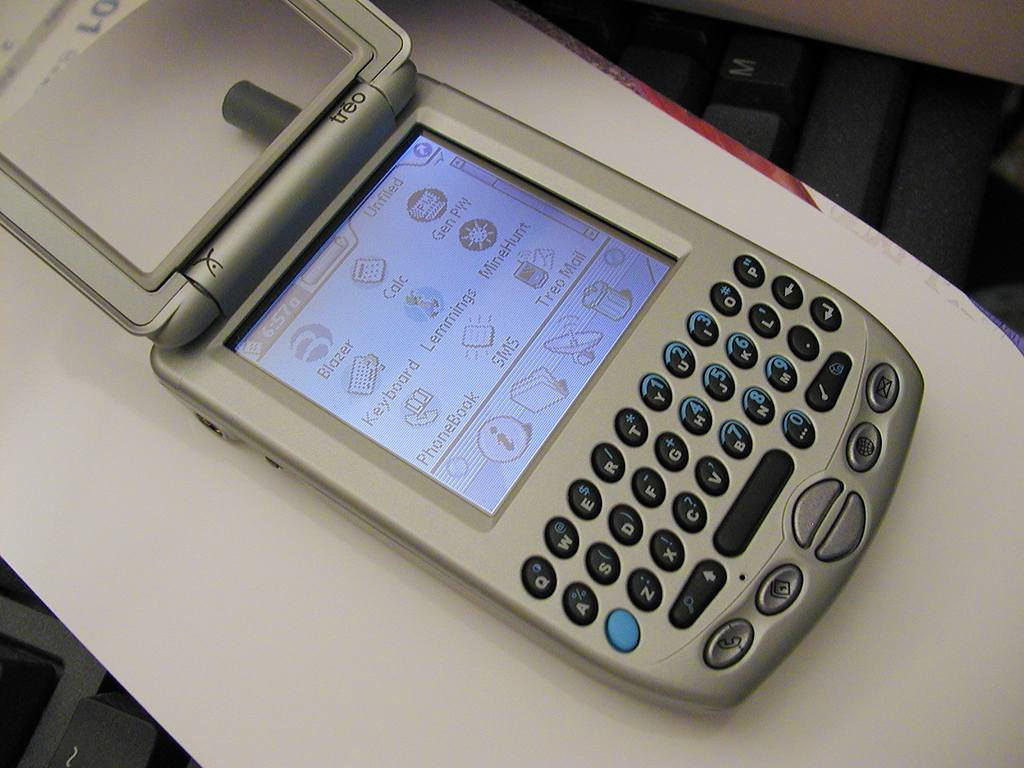
De Treo 300.

Treo is de naam van een reeks smartphones die vanaf 2002 op de markt is gebracht. Het apparaat is een combinatie van een pda en een mobiele telefoon en is oorspronkelijk ontwikkeld door het Amerikaanse bedrijf Handspring. Sinds eind 2003 is Handspring overgenomen door Palm, Inc. Daardoor werd de Treo 600 door Palm, Inc. (toen tijdelijk PalmOne geheten) op de Nederlandse markt gelanceerd. De modellen vóór de Treo 600 worden niet meer geproduceerd.
Er zijn verschillende uitvoeringen van de Treo uitgebracht:
- Treo 180 en 180g: respectievelijk met en zonder toetsenbordje
- Treo 270: met kleurenscherm
- Treo 300: alleen in CDMA-uitvoering voor de Amerikaanse markt, geen gsm-uitvoering uitgebracht
- Treo 90: een instapmodel zonder ingebouwde telefoon
- Treo 600: smartphone met ingebouwde camera, sinds 2004 op de Nederlandse markt
- Treo 650: met bluetooth en verbeterd scherm, geïntroduceerd eind 2004, op de Nederlandse markt in 2005
- Treo 680: opvolger van de Treo 650, geïntegreerde antenne, op de Nederlandse markt in november 2006
- Treo 700w / 700p met windows mobile, respectievelijk PalmOs: voorlopig alleen nog maar geschikt voor Amerikaanse netwerken. Heeft een wat betere camera en het EVDO voor sneller dataverkeer in de VS.
- Treo 750 / 750v: Alleen Windows Mobile os. In eerste instantie exclusief via Vodaphone verkrijgbaar (toevoeging "V"). (Trivia: de Treo 750 wordt gebouwd door concurrent HTC.)